# Atletismo nos Jogos Paralímpicos de Verão de 2012 - 200 m masculino
As competições dos 200 metros masculino do atletismo nos Jogos Paralímpicos de Verão de 2012 foram disputadas entre os dias 31 de agosto e 8 de setembro no Estádio Olímpico de Londres, na capital britânica. Participaram desse evento atletas que foram divididos em 13 classes diferentes de deficiência.

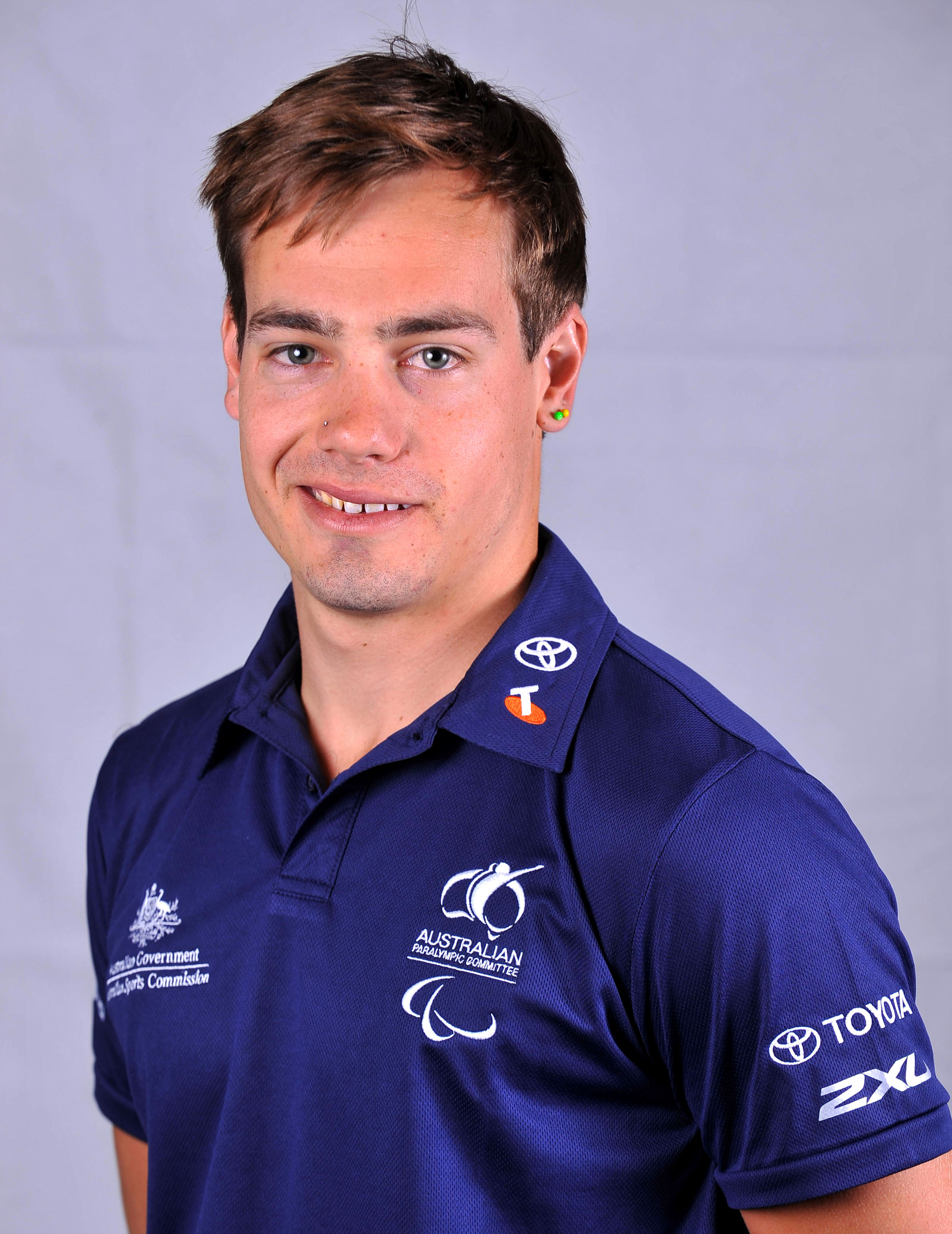
O australiano Evan O'Hanlon conquistou a medalha de ouro nos 200 m classe T38.

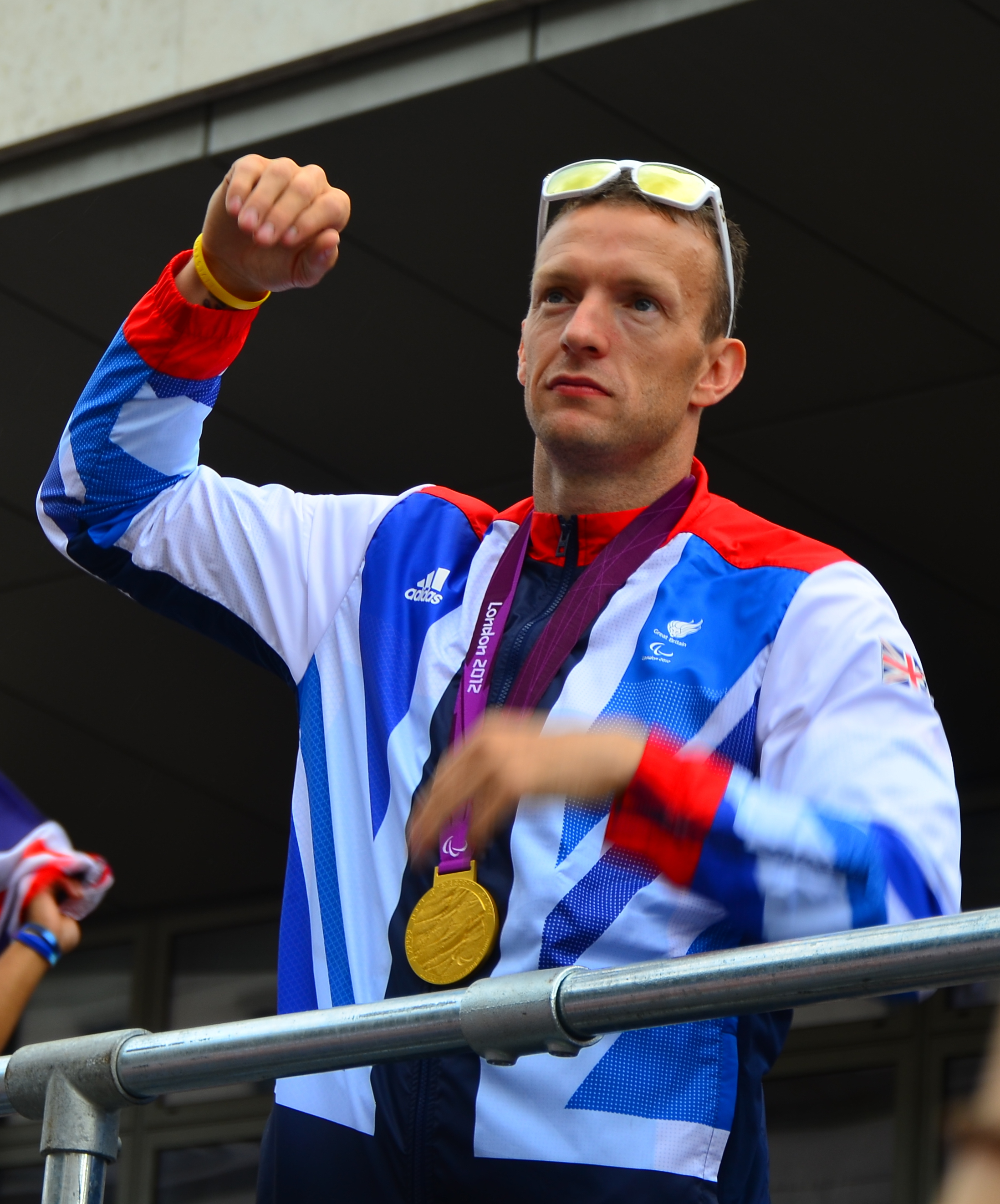
Richard Whitehead conquistou a medalha de ouro nos 200 m classe T42.

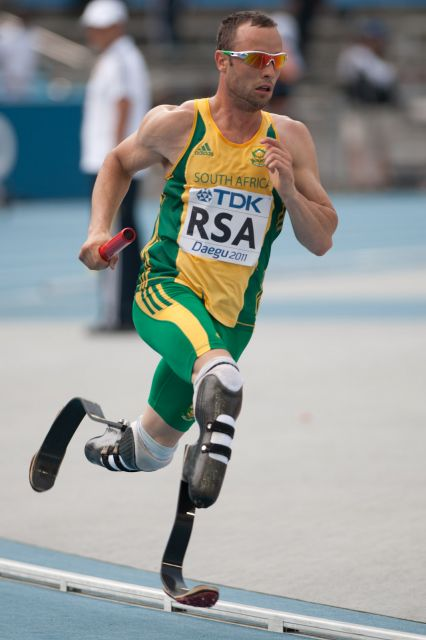
Oscar Pistorius perdeu o ouro para o brasileiro Alan Fonteles e ficou com a medalha de prata nos 200 m classe T44.

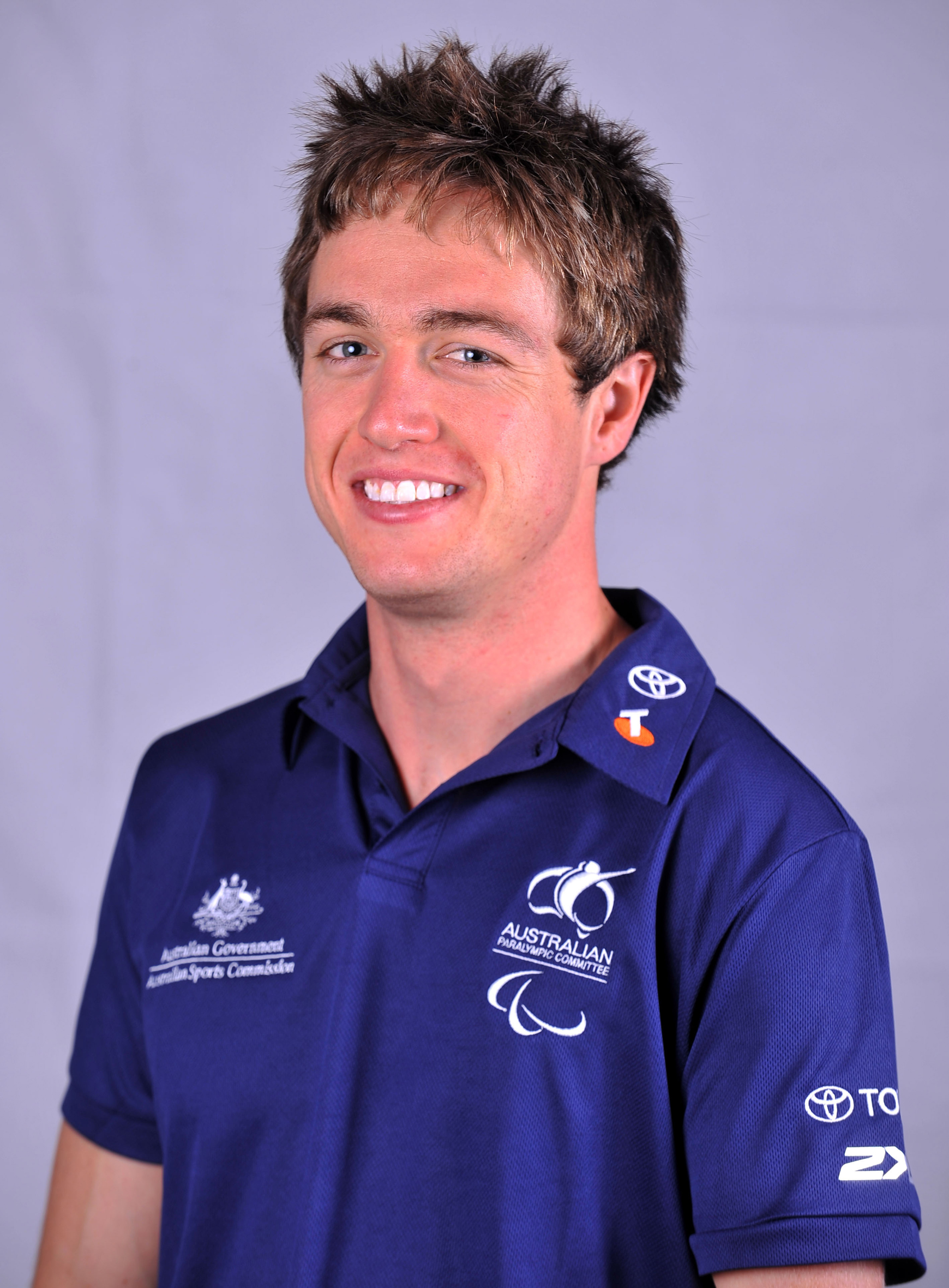
Simon Patmore chegou em terceiro lugar nos 200 m classe T46 e conquistou a medalha de bronze.

## Medalhistas

### Classe T11
| Ouro   | BRA Felipe Gomes / Leonardo Souza Lopes (guia)     |
| Prata  | BRA Daniel Silva / Heitor de Oliveira Sales (guia) |
| Bronze | ANG José Armando Sayovo / Nicolau Palanca (guia)   |

### Classe T12
| Ouro   | POL Mateusz Michalski |
| Prata  | RUS Fedor Trikolich   |
| Bronze | CHN Li Yansong        |

### Classe T13
| Ouro   | IRL Jason Smyth   |
| Prata  | RUS Alexey Labzin |
| Bronze | RUS Artem Loginov |

### Classe T34
| Ouro   | TUN Walid Ktila     |
| Prata  | UAE Mohamed Hammadi |
| Bronze | AUS Rheed McCracken |

### Classe T35
| Ouro   | UKR Iurii Tsaruk   |
| Prata  | CHN Fu Xinhan      |
| Bronze | ARG Hernán Barreto |

### Classe T36
| Ouro   | UKR Roman Pavlyk  |
| Prata  | HKG So Wa Wai     |
| Bronze | GBR Ben Rushgrove |

### Classe T37
| Ouro   | RUS Roman Kapranov |
| Prata  | CHN Shang Guangxu  |
| Bronze | VEN Omar Monterola |

### Classe T38
| Ouro   | AUS Evan O'Hanlon |
| Prata  | RSA Dyan Buis     |
| Bronze | CHN Zhou Wenjun   |

### Classe T42
| Ouro   | GBR Richard Whitehead |
| Prata  | USA Shaquille Vance   |
| Bronze | GER Heinrich Popow    |

### Classe T44
| Ouro   | BRA Alan Fonteles   |
| Prata  | RSA Oscar Pistorius |
| Bronze | USA Blake Leeper    |

### Classe T46
| Ouro   | BRA Yohansson Nascimento     |
| Prata  | CUB Raciel González Isidoria |
| Bronze | AUS Simon Patmore            |

### Classe T52
| Ouro   | USA Raymond Martin               |
| Prata  | JPN Tomoya Ito                   |
| Bronze | MEX Salvador Hernández Mondragón |

### Classe T53
| Ouro   | CHN Li Huzhao     |
| Prata  | CAN Brent Lakatos |
| Bronze | CHN Zhao Yufei    |

## Calendário
| E | Eliminatórias | ½ | Semifinais | F | Final |

| Evento/Data | Sex 31 | Sex 31 | Sáb 1 | Sáb 1 | Dom 2 | Dom 2 | Seg 3 | Seg 3 | Ter 4 | Ter 4 | Qua 5 | Qua 5 | Qui 6 | Qui 6 | Sex 7 | Sex 7 | Sáb 8 | Sáb 8 |
| ----------- | ------ | ------ | ----- | ----- | ----- | ----- | ----- | ----- | ----- | ----- | ----- | ----- | ----- | ----- | ----- | ----- | ----- | ----- |
| 200 m T11   |        |        |       |       |       |       | R     | R     | ½     | F     |       |       |       |       |       |       |       |       |
| 200 m T12   |        |        |       |       |       |       |       |       |       |       |       |       |       |       | R     | ½     | F     | F     |
| 200 m T13   |        |        |       |       |       |       |       |       |       |       |       |       | R     | R     | F     | F     |       |       |
| 200 m T34   |        |        |       |       |       |       |       |       | R     | F     |       |       |       |       |       |       |       |       |
| 200 m T35   |        |        |       |       |       |       |       |       |       |       | R     | R     | F     | F     |       |       |       |       |
| 200 m T36   |        |        |       |       |       |       |       |       |       |       |       |       | F     | F     |       |       |       |       |
| 200 m T37   | R      | F      |       |       |       |       |       |       |       |       |       |       |       |       |       |       |       |       |
| 200 m T38   |        |        |       |       |       |       |       |       |       |       |       |       |       |       | R     | R     | F     | F     |
| 200 m T42   |        |        | F     | F     |       |       |       |       |       |       |       |       |       |       |       |       |       |       |
| 200 m T44   |        |        | R     | R     | F     | F     |       |       |       |       |       |       |       |       |       |       |       |       |
| 200 m T46   | R      | R      |       |       | F     | F     |       |       |       |       |       |       |       |       |       |       |       |       |
| 200 m T52   |        |        |       |       |       |       |       |       |       |       |       |       |       |       |       |       | R     | F     |
| 200 m T53   |        |        |       |       |       |       |       |       |       |       |       |       |       |       | R     | F     |       |       |

## T11

### Eliminatórias

#### Eliminatória 1
| Pos. | Atleta                                         | País           | Tempo           | Notas                |
| ---- | ---------------------------------------------- | -------------- | --------------- | -------------------- |
| 1    | Elchin Muradov Guia: Pavel Setin               | AZE Azerbaijão | 23.49           | Q                    |
| 2    | Gauthier Tresor Makunda Guia: Antoine Laneyrie | FRA França     | 23.67           | q                    |
| 3    | Kitsana Jorchuy Guia: Patchai Srikhamphan      | THA Tailândia  | 24.31           | Recorde da temporada |
| 4    | Olusegun Francis Rotawo Guia: Taiwo Olaleye    | NGR Nigéria    | 24.40           |                      |
|      |                                                |                | Vento: -0.1 m/s |                      |

#### Eliminatória 2
| Pos. | Atleta                                | País               | Tempo        | Notas           |
| ---- | ------------------------------------- | ------------------ | ------------ | --------------- |
| 1    | Shang Baolong Guia: Shi Yang          | CHN China          | 23.43        | Q               |
| 2    | David Brown Guia: Rolland Slade       | USA Estados Unidos | 23.54        | q               |
| 3    | Arian Iznaga Guia: Yaseen Pérez Gomez | CUB Cuba           | 23.77        | q               |
| 4    | Bikram Bahadur Rana                   | NEP Nepal          | 26.95        | Recorde pessoal |
|      |                                       |                    | Vento: 0 m/s |                 |

#### Eliminatória 3
| Pos. | Atleta                                       | País        | Tempo           | Notas |
| ---- | -------------------------------------------- | ----------- | --------------- | ----- |
| 1    | Lucas Prado Guia: Justino Barbosa dos Santos | BRA Brasil  | 22.96           | Q     |
| 2    | Ananias Shikongo Guia: Even Tjiviju          | NAM Namíbia | 23.02           | q     |
| 3    | Xue Lei Guia: Wang Lin                       | CHN China   | 23.66           | q     |
|      |                                              |             | Vento: -0.1 m/s |       |

#### Eliminatória 4
| Pos. | Atleta                                           | País               | Tempo           | Notas                |
| ---- | ------------------------------------------------ | ------------------ | --------------- | -------------------- |
| 1    | Felipe Gomes Guia: Leonardo Souza Lopes          | BRA Brasil         | 22.99           | Q                    |
| 2    | José Armando Sayovo Guia: Nicolau Palanca        | ANG Angola         | 23.07           | q                    |
| 3    | Elexis Gillette Guia: Wesley Williams            | USA Estados Unidos | 25.42           | Recorde da temporada |
| 4    | Pita Rondão Bulande Guia: Fernando Lucas Macungo | MOZ Moçambique     | 26.68           | Recorde da temporada |
|      |                                                  |                    | Vento: -0.3 m/s |                      |

#### Eliminatória 5
| Pos. | Atleta                                                    | País         | Tempo        | Notas                |
| ---- | --------------------------------------------------------- | ------------ | ------------ | -------------------- |
| 1    | Daniel Silva Guia: Heitor de Oliveira Sales               | BRA Brasil   | 23.29        | Q                    |
| 2    | Firmino Baptista Guia: Ivo Vital                          | POR Portugal | 24.00        | q                    |
| 3    | Octávio Angelo Dos Santos Guia: Abel Pires Maquina Mariti | ANG Angola   | 24.31        | Recorde da temporada |
|      |                                                           |              | Vento: 0 m/s |                      |

### Semifinais

#### Semifinal 1
| Pos. | Atleta                                  | País               | Tempo           | Notas           |
| ---- | --------------------------------------- | ------------------ | --------------- | --------------- |
| 1    | Felipe Gomes Guia: Leonardo Souza Lopes | BRA Brasil         | 22.97           | Q               |
| 2    | Elchin Muradov Guia: Pavel Setin        | AZE Azerbaijão     | 23.41           | Recorde europeu |
| 3    | David Brown Guia: Rolland Slade         | USA Estados Unidos | 23.47           |                 |
| 4    | Xue Lei Guia: Wang Lin                  | CHN China          | 25.91           |                 |
|      |                                         |                    | Vento: +0.5 m/s |                 |

#### Semifinal 2
| Pos. | Atleta                                         | País       | Tempo           | Notas            |
| ---- | ---------------------------------------------- | ---------- | --------------- | ---------------- |
| 1    | Daniel Silva Guia: Heitor de Oliveira Sales    | BRA Brasil | 22.84           | Q                |
| 2    | Shang Baolong Guia: Shi Yang                   | CHN China  | 23.22           | Recorde asiático |
| 3 !  | Gauthier Tresor Makunda Guia: Antoine Laneyrie | FRA França | DQ              |                  |
| 4 !  | Arian Iznaga Guia: Yaseen Perez Gomez          | CUB Cuba   | DNS             |                  |
|      |                                                |            | Vento: -0.1 m/s |                  |

#### Semifinal 3
| Pos. | Atleta                                       | País         | Tempo           | Notas |
| ---- | -------------------------------------------- | ------------ | --------------- | ----- |
| 1    | José Armando Sayovo Guia: Nicolau Palanca    | ANG Angola   | 22.84           | Q     |
| 2    | Lucas Prado Guia: Justino Barbosa dos Santos | BRA Brasil   | 22.92           | q     |
| 3    | Firmino Baptista Guia: Ivo Vital             | POR Portugal | 24.06           |       |
|      |                                              |              | Vento: -1.5 m/s |       |

### Final
| Pos. | Atleta                                       | País       | Tempo           | Notas |
| ---- | -------------------------------------------- | ---------- | --------------- | ----- |
| 1 !  | Felipe Gomes Guia: Leonardo Souza Lopes      | BRA Brasil | 22.97           | =     |
| 2 !  | Daniel Silva Guia: Heitor de Oliveira Sales  | BRA Brasil | 22.99           |       |
| 3 !  | José Armando Sayovo Guia: Nicolau Palanca    | ANG Angola | 23.10           |       |
| 4    | Lucas Prado Guia: Justino Barbosa dos Santos | BRA Brasil | 23.15           |       |
|      |                                              |            | Vento: -0.3 m/s |       |

## T12

### Eliminatórias

#### Eliminatória 1
| Pos. | Atleta                                      | País         | Tempo           | Notas                |
| ---- | ------------------------------------------- | ------------ | --------------- | -------------------- |
| 1    | Thomas Ulbricht                             | GER Alemanha | 22.56           | Q =                  |
| 2    | Mahmoud Khaldi                              | TUN Tunísia  | 22.63           | q                    |
| 3    | Maximiliano Rodríguez                       | ESP Espanha  | 22.87           | q                    |
| 4    | Thierb Siqueira Guia: Roger Pereira Manarin | BRA Brasil   | 23.60           | Recorde da temporada |
|      |                                             |              | Vento: -0.2 m/s |                      |

#### Eliminatória 2
| Pos. | Atleta                                 | País               | Tempo           | Notas                |
| ---- | -------------------------------------- | ------------------ | --------------- | -------------------- |
| 1    | Hilton Langenhoven                     | RSA África do Sul  | 22.44           | Q                    |
| 2    | Josiah Jamison Guia: Jerome Avery      | USA Estados Unidos | 22.52           | q                    |
| 3    | Gabriel Potra Guia: Ricardo Pacheco    | POR Portugal       | 23.64           | Recorde da temporada |
| 4 !  | Hyacinthe Deleplace Guia: Edgar Onezou | FRA França         | DQ              |                      |
|      |                                        |                    | Vento: -0.2 m/s |                      |

#### Eliminatória 3
| Pos. | Atleta                                                     | País        | Tempo           | Notas           |
| ---- | ---------------------------------------------------------- | ----------- | --------------- | --------------- |
| 1    | Mateusz Michalski                                          | POL Polônia | 22.13           | Q               |
| 2    | Fedor Trikolich                                            | RUS Rússia  | 22.47           | q               |
| 3    | Ahmed Abdul Amir Kadhim                                    | IRQ Iraque  | 23.16           | Recorde pessoal |
| 4    | Gerard Desgarrega Puigdevall Guia: Alejandro Guerrero Díaz | ESP Espanha | 23.19           | Recorde pessoal |
|      |                                                            |             | Vento: +1.3 m/s |                 |

#### Eliminatória 4
| Pos. | Atleta                                    | País         | Tempo           | Notas                |
| ---- | ----------------------------------------- | ------------ | --------------- | -------------------- |
| 1    | Yang Yuqing                               | CHN China    | 22.41           | Q                    |
| 2    | Jorge González Sauceda                    | MEX México   | 22.96           | Recorde pessoal      |
| 3    | Matthias Schroeder Guia: Tobias Schneider | GER Alemanha | 23.32           |                      |
| 4    | Brandon King Guia: Andrew Heffernan       | CAN Canadá   | 24.29           | Recorde da temporada |
|      |                                           |              | Vento: +0.1 m/s |                      |

#### Eliminatória 5
| Pos. | Atleta              | País           | Tempo           | Notas |
| ---- | ------------------- | -------------- | --------------- | ----- |
| 1    | Li Yansong          | CHN China      | 22.40           | Q     |
| 2    | Yuan Yizhi          | CHN China      | 22.48           | q     |
| 3    | Rza Osmanov         | AZE Azerbaijão | 22.85           | q     |
| 4    | Henry Nzungi Mwendo | KEN Quênia     | 22.88           | q     |
|      |                     |                | Vento: -0.1 m/s |       |

### Semifinais

#### Semifinal 1
| Pos. | Atleta             | País              | Tempo           | Notas           |
| ---- | ------------------ | ----------------- | --------------- | --------------- |
| 1    | Hilton Langenhoven | RSA África do Sul | 22.24           | Q               |
| 2    | Yang Yuqing        | CHN China         | 22.30           | Recorde pessoal |
| 3    | Mahmoud Khaldi     | TUN Tunísia       | 22.88           |                 |
| 4    | Rza Osmanov        | AZE Azerbaijão    | 23.11           |                 |
|      |                    |                   | Vento: +0.5 m/s |                 |

#### Semifinal 2
| Pos. | Atleta              | País        | Tempo        | Notas |
| ---- | ------------------- | ----------- | ------------ | ----- |
| 1    | Fedor Trikolich     | RUS Rússia  | 21.94        | Q     |
| 2    | Mateusz Michalski   | POL Polônia | 22.09        | q     |
| 3    | Yuan Yizhi          | CHN China   | 22.52        |       |
| 4    | Henry Nzungi Mwendo | KEN Quênia  | 23.24        |       |
|      |                     |             | Vento: 0 m/s |       |

#### Semifinal 3
| Pos. | Atleta                            | País               | Tempo        | Notas |
| ---- | --------------------------------- | ------------------ | ------------ | ----- |
| 1    | Li Yansong                        | CHN China          | 22.07        | Q     |
| 2    | Maximiliano Rodríguez             | ESP Espanha        | 23.18        |       |
| 3    | Thomas Ulbricht                   | GER Alemanha       | 23.49        |       |
| 4 !  | Josiah Jamison Guia: Jerome Avery | USA Estados Unidos | DQ           |       |
|      |                                   |                    | Vento: 0 m/s |       |

### Final
| Pos. | Atleta             | País              | Tempo           | Notas            |
| ---- | ------------------ | ----------------- | --------------- | ---------------- |
| 1 !  | Mateusz Michalski  | POL Polônia       | 21.56           | Recorde mundial  |
| 2 !  | Fedor Trikolich    | RUS Rússia        | 21.81           | Recorde pessoal  |
| 3 !  | Li Yansong         | CHN China         | 22.04           | Recorde asiático |
| 4    | Hilton Langenhoven | RSA África do Sul | 22.29           |                  |
|      |                    |                   | Vento: +1.0 m/s |                  |

## T13

### Eliminatórias

#### Eliminatória 1
| Pos. | Atleta                   | Tempo           | Notas |
| ---- | ------------------------ | --------------- | ----- |
| 1    | RSA Jonathan Ntutu       | 22.40           | Q     |
| 2    | RUS Alexey Labzin        | 22.44           | Q     |
| 3    | MAR Ayoub Chaoui         | 22.56           | q     |
| 4    | CAN Braedon Samuel Dolfo | 23.25           |       |
| 5    | PLE Mohammed Fannouna    | 24.00           |       |
| 6    | POR Hugo Cavaco          | 24.22           |       |
| 7 !  | ESP Joan Munar Martínez  | DNS             |       |
|      |                          | Vento: +1.3 m/s |       |

#### Eliminatória 2
| Pos. | Atleta                    | Tempo           | Notas                |
| ---- | ------------------------- | --------------- | -------------------- |
| 1    | RUS Alexander Zverev      | 22.18           | Q                    |
| 2    | CUB Luis Felipe Gutiérrez | 22.35           | Q                    |
| 3    | GRE Ioannis Protos        | 22.70           | q                    |
| 4    | IRQ Hussein Kadhim        | 23.06           |                      |
| 5    | SUI Philipp Handler       | 23.45           |                      |
| 6    | LAT Edgars Klavins        | 24.35           | Recorde pessoal      |
| 7    | SWE Per Jonsson           | 24.42           | Recorde da temporada |
| 8 !  | BUL Radoslav Zlatanov     | DNS             |                      |
|      |                           | Vento: +1.5 m/s |                      |

#### Eliminatória 3
| Pos. | Atleta              | Tempo           | Notas                |
| ---- | ------------------- | --------------- | -------------------- |
| 1    | IRL Jason Smyth     | 21.48           | Q                    |
| 2    | RUS Artem Loginov   | 22.46           | Q =                  |
| 3    | ALG Djamil Nasser   | 22.73           | Recorde pessoal      |
| 4    | BRA André Andrade   | 22.96           | Recorde da temporada |
| 5    | USA Markeith Price  | 23.55           |                      |
| 6    | THA Songwut Lamsan  | 23.73           | Recorde da temporada |
| 7 !  | MAR Mohamed Amguoun | DNF             |                      |
| 8 !  | SWE Tobias Jonsson  | DNS             |                      |
|      |                     | Vento: +0.2 m/s |                      |

### Final
| Pos. | Atleta                    | Tempo           | Notas                |
| ---- | ------------------------- | --------------- | -------------------- |
| 1 !  | IRL Jason Smyth           | 21.05           | Recorde mundial      |
| 2 !  | RUS Alexey Labzin         | 21.95           | Recorde pessoal      |
| 3 !  | RUS Artem Loginov         | 22.03           | Recorde pessoal      |
| 4    | RUS Alexander Zverev      | 22.07           | Recorde pessoal      |
| 5    | CUB Luis Felipe Gutiérrez | 22.24           | Recorde da temporada |
| 6    | RSA Jonathan Ntutu        | 22.37           | Recorde africano     |
| 7    | MAR Ayoub Chaoui          | 22.72           |                      |
| 8    | GRE Ioannis Protos        | 22.97           |                      |
|      |                           | Vento: -0.3 m/s |                      |

## T34

### Eliminatórias

#### Eliminatória 1
| Pos. | Atleta              | Tempo           | Notas           |
| ---- | ------------------- | --------------- | --------------- |
| 1    | UAE Mohamed Hammadi | 29.03           | Q               |
| 2    | SUI Bojan Mitic     | 30.23           | Q               |
| 3    | USA Austin Pruitt   | 30.38           | Q               |
| 4    | NED Stefan Rusch    | 30.57           | q               |
| 5    | GBR Jamie Carter    | 30.85           | q               |
| 6    | JPN Atsuro Kobata   | 32.08           | Recorde pessoal |
|      |                     | Vento: +0.8 m/s |                 |

#### Eliminatória 2
| Pos. | Atleta              | Tempo           | Notas           |
| ---- | ------------------- | --------------- | --------------- |
| 1    | TUN Walid Ktila     | 27.98           | Q               |
| 2    | AUS Rheed McCracken | 28.89           | Q               |
| 3    | FRA Sebastien Mobre | 29.42           | Q =             |
| 4    | KUW Ahmad Almutairi | 31.02           | Recorde mundial |
| 5    | NED Henk Schuiling  | 31.10           | Recorde pessoal |
| 6    | CAN Nathan Dewitt   | 31.30           |                 |
|      |                     | Vento: -0.3 m/s |                 |

### Final
| Pos. | Atleta              | Tempo           | Notas                |
| ---- | ------------------- | --------------- | -------------------- |
| 1 !  | TUN Walid Ktila     | 27.98           | Recorde mundial      |
| 2 !  | UAE Mohamed Hammadi | 28.95           | Recorde da temporada |
| 3 !  | AUS Rheed McCracken | 29.08           |                      |
| 4    | SUI Bojan Mitic     | 30.35           |                      |
| 5    | USA Austin Pruitt   | 30.55           |                      |
| 6    | NED Stefan Rusch    | 30.63           |                      |
| 7    | FRA Sebastien Mobre | 30.67           |                      |
| 8    | GBR Jamie Carter    | 30.94           |                      |
|      |                     | Vento: -0.4 m/s |                      |

## T35

### Eliminatórias

#### Eliminatória 1
| Pos. | Atleta                           | Tempo           | Notas           |
| ---- | -------------------------------- | --------------- | --------------- |
| 1    | ARG Hernán Barreto               | 27.19           | Q               |
| 2    | RSA Teboho Mokgalagadi           | 27.37           | Q               |
| 3    | RUS Ivan Otleykin                | 28.16           | Q               |
| 4    | GBR Sam Ruddock                  | 28.75           | Recorde pessoal |
| 5    | MEX Pedro Márquez Villanueva Jr. | 31.51           |                 |
|      |                                  | Vento: +0.4 m/s |                 |

#### Eliminatória 2
| Pos. | Atleta              | Tempo           | Notas |
| ---- | ------------------- | --------------- | ----- |
| 1    | UKR Iurii Tsaruk    | 26.58           | Q     |
| 2    | ALG Allel Boukhalfa | 27.39           | Q     |
| 3    | CHN Fu Xinhan       | 27.42           | Q     |
| 4    | GER Niels Stein     | 28.27           | q     |
| 5    | RUS Anton Bubnov    | 28.40           | q     |
| 6 !  | GBR Jordan Howe     | DNS             |       |
|      |                     | Vento: -0.3 m/s |       |

### Final
| Pos. | Atleta                 | Tempo           | Notas              |
| ---- | ---------------------- | --------------- | ------------------ |
| 1 !  | UKR Iurii Tsaruk       | 25.86           | Recorde mundial    |
| 2 !  | CHN Fu Xinhan          | 26.21           | Recorde asiático   |
| 3 !  | ARG Hernán Barreto     | 26.59           | Recorde da América |
| 4    | ALG Allel Boukhalfa    | 26.70           | Recorde africano   |
| 5    | RSA Teboho Mokgalagadi | 27.02           | Recorde africano   |
| 6    | RUS Ivan Otleykin      | 27.82           | Recorde pessoal    |
| 7    | GER Niels Stein        | 27.89           | Recorde pessoal    |
| 8    | RUS Anton Bubnov       | 28.21           | Recorde pessoal    |
|      |                        | Vento: -0.2 m/s |                    |

## T36
| Pos. | Atleta                             | Tempo        | Notas                |
| ---- | ---------------------------------- | ------------ | -------------------- |
| 1 !  | UKR Roman Pavlyk                   | 24.70        | Recorde europeu      |
| 2 !  | HKG So Wa Wai                      | 24.77        | Recorde pessoal      |
| 3 !  | GBR Ben Rushgrove                  | 24.83        | Recorde pessoal      |
| 4    | GBR Graeme Ballard                 | 25.20        |                      |
| 5    | CHN Che Mian                       | 25.25        | Recorde pessoal      |
| 6    | POL Marcin Mielczarek              | 26.05        | Recorde da temporada |
| 7    | RUS Andrey Zhirnov                 | 26.27        |                      |
| 8    | USA Chris Clemens                  | 26.68        | Recorde pessoal      |
| 9    | NCA Gabriel de Jesus Cuadra Holman | 33.11        | Recorde da temporada |
|      |                                    | Vento: 0 m/s |                      |

## T37

### Eliminatória 1
| Pos. | Atleta                | Tempo           | Notas |
| ---- | --------------------- | --------------- | ----- |
| 1    | RUS Roman Kapranov    | 23.24           | Q     |
| 2    | CHN Shang Guangxu     | 23.33           | Q     |
| 3    | VEN Omar Monterola    | 23.64           | Q     |
| 4    | ALG Sofiane Hamdi     | 24.39           | q     |
| 5    | GBR Rhys Jones        | 24.39           | q     |
| 6    | VAN Marcel Houssimoli | 30.12           |       |
|      |                       | Vento: +0.8 m/s |       |

### Eliminatória 2
| Pos. | Atleta                       | Tempo           | Notas           |
| ---- | ---------------------------- | --------------- | --------------- |
| 1    | CHN Liang Yongbin            | 23.78           | Q               |
| 2    | RSA Fanie van der Merwe      | 23.83           | Q               |
| 3    | RUS Gocha Khugaev            | 24.20           | Q               |
| 4    | EGY Mostafa Fathalla Mohamed | 24.58           |                 |
| 5    | BRA Lucas Ferrari            | 25.51           | Recorde pessoal |
|      |                              | Vento: -0.8 m/s |                 |

### Final
| Pos. | Atleta                  | Tempo           | Notas              |
| ---- | ----------------------- | --------------- | ------------------ |
| 1 !  | RUS Roman Kapranov      | 23.10           | =                  |
| 2 !  | CHN Shang Guangxu       | 23.15           | Recorde asiático   |
| 3 !  | VEN Omar Monterola      | 23.34           | Recorde da América |
| 4    | CHN Liang Yongbin       | 23.40           | Recorde pessoal    |
| 5    | ALG Sofiane Hamdi       | 23.67           |                    |
| 6    | RSA Fanie van der Merwe | 23.79           |                    |
| 7    | RUS Gocha Khugaev       | 24.13           |                    |
| 8    | GBR Rhys Jones          | 24.68           |                    |
|      |                         | Vento: +0.2 m/s |                    |

## T38

### Eliminatórias

#### Eliminatória 1
| Pos. | Atleta                 | Tempo           | Notas                |
| ---- | ---------------------- | --------------- | -------------------- |
| 1    | AUS Evan O'Hanlon      | 23.10           | Q                    |
| 2    | BRA Edson Pinheiro     | 23.87           | Q                    |
| 3    | RSA Union Sekailwe     | 24.01           | Q                    |
| 4    | TUN Abbes Saidi        | 24.07           | Recorde pessoal      |
| 5    | UKR Andriy Onufriyenko | 24.17           | Recorde da temporada |
|      |                        | Vento: +0.3 m/s |                      |

#### Eliminatória 2
| Pos. | Atleta                          | Tempo           | Notas |
| ---- | ------------------------------- | --------------- | ----- |
| 1    | RSA Dyan Buis                   | 22.57           | Q     |
| 2    | CHN Zhou Wenjun                 | 23.03           | Q     |
| 3    | TUN Mohamed Farhat Chida        | 23.32           | Q     |
| 4    | AUS Tim Sullivan                | 23.48           | q     |
| 5    | ESP Lorenzo Albaladejo Martínez | 23.61           | q     |
| 6    | UKR Mykyta Senyk                | 24.22           |       |
|      |                                 | Vento: +0.2 m/s |       |

### Final
| Pos. | Atleta                          | Tempo           | Notas            |
| ---- | ------------------------------- | --------------- | ---------------- |
| 1 !  | AUS Evan O'Hanlon               | 21.82           | Recorde mundial  |
| 2 !  | RSA Dyan Buis                   | 22.51           | Recorde africano |
| 3 !  | CHN Zhou Wenjun                 | 22.65           | Recorde asiático |
| 4    | TUN Mohamed Farhat Chida        | 22.81           | Recorde pessoal  |
| 5    | AUS Tim Sullivan                | 23.57           |                  |
| 6    | RSA Union Sekailwe              | 23.66           | Recorde pessoal  |
| 7    | ESP Lorenzo Albaladejo Martínez | 23.76           |                  |
| 8 !  | BRA Edson Pinheiro              | DNS             |                  |
|      |                                 | Vento: -0.2 m/s |                  |

## T42
| Pos. | Atleta                 | Tempo           | Notas              |
| ---- | ---------------------- | --------------- | ------------------ |
| 1 !  | GBR Richard Whitehead  | 24.38           | Recorde mundial    |
| 2 !  | USA Shaquille Vance    | 25.55           | Recorde da América |
| 3 !  | GER Heinrich Popow     | 25.90           | Recorde pessoal    |
| 4    | AUS Scott Reardon      | 26.03           | Recorde pessoal    |
| 5    | GER Wojtek Czyz        | 26.07           | Recorde pessoal    |
| 6    | FRA Clavel Kayitaré    | 26.22           | Recorde pessoal    |
| 7    | DEN Daniel Jorgensen   | 26.46           | Recorde pessoal    |
| 8    | JPN Atsushi Yamamoto   | 26.76           | Recorde asiático   |
| 9    | USA Garcia-Tolson Rudy | 26.97           | Recorde pessoal    |
|      |                        | Vento: +0.3 m/s |                    |

## T44

### Eliminatórias

#### Eliminatória 1
| Pos. | Atleta                   | Tempo           | Notas           |
| ---- | ------------------------ | --------------- | --------------- |
| 1    | BRA Alan Fonteles        | 21.88           | Q               |
| 2    | USA Jerome Singleton     | 23.23           | Q               |
| 3    | CAN Alister McQueen      | 24.25           |                 |
| 4    | RUS Ivan Prokopyev       | 24.26           | Recorde pessoal |
| 5    | FRA Jean-Baptiste Alaize | 24.42           |                 |
| 6    | AUS Jack Swift           | 24.88           |                 |
|      |                          | Vento: -0.3 m/s |                 |

#### Eliminatória 2
| Pos. | Atleta               | Tempo           | Notas                |
| ---- | -------------------- | --------------- | -------------------- |
| 1    | USA Blake Leeper     | 22.23           | Q                    |
| 2    | RSA Arnu Fourie      | 22.57           | Q (T44)              |
| 3    | GER David Behre      | 23.65           | q                    |
| 4    | SUI Christoph Bausch | 24.22           | q                    |
| 5    | AUT Robert Mayer     | 24.67           |                      |
| 6    | CHN Jia Tianlei      | 25.62           | Recorde da temporada |
|      |                      | Vento: -0.8 m/s |                      |

#### Eliminatória 3
| Pos. | Atleta                               | Tempo           | Notas            |
| ---- | ------------------------------------ | --------------- | ---------------- |
| 1    | RSA Oscar Pistorius                  | 21.30           | Q (T43)          |
| 2    | USA Jim Bob Bizzell                  | 23.64           | Q                |
| 3    | JPN Keita Sato                       | 24.34           | Recorde asiático |
| 4    | ITA Riccardo Scendoni                | 24.51           |                  |
| 5    | CPV Márcio Miguel da Costa Fernandes | 24.84           |                  |
| 6    | SRI Dumeera Pituwala Kankanange      | 26.23           |                  |
|      |                                      | Vento: -0.1 m/s |                  |

### Final
| Pos. | Atleta               | Tempo           | Notas              |
| ---- | -------------------- | --------------- | ------------------ |
| 1 !  | BRA Alan Fonteles    | 21.45           | Recorde da América |
| 2 !  | RSA Oscar Pistorius  | 21.52           |                    |
| 3 !  | USA Blake Leeper     | 22.46           |                    |
| 4    | RSA Arnu Fourie      | 22.49           | (T44)              |
| 5    | USA Jerome Singleton | 23.58           |                    |
| 6    | SUI Christoph Bausch | 23.70           | Recorde pessoal    |
| 7    | GER David Behre      | 23.71           |                    |
| 8    | USA Jim Bob Bizzell  | 28.19           |                    |
|      |                      | Vento: -0.1 m/s |                    |

## T46

### Eliminatórias

#### Eliminatória 1
| Pos. | Atleta                 | Tempo           | Notas           |
| ---- | ---------------------- | --------------- | --------------- |
| 1    | CYP Antonis Aresti     | 22.43           | Q               |
| 2    | CHN Zhao Xu            | 22.62           | Q               |
| 3    | NGR Suwaibidu Galadima | 22.98           |                 |
| 4    | BRA Emicarlo Souza     | 23.01           | =               |
| 5    | MLI Mahamane Sacko     | 23.02           |                 |
| 6    | PNG Francis Kompaon    | 23.05           | Recorde pessoal |
| 7    | GBR Ola Abidogun       | 23.26           |                 |
| 8    | CIV Addoh Kimou        | 23.70           |                 |
|      |                        | Vento: -0.2 m/s |                 |

#### Eliminatória 2
| Pos. | Atleta                         | Tempo           | Notas |
| ---- | ------------------------------ | --------------- | ----- |
| 1    | AUS Simon Patmore              | 22.68           | Q     |
| 2    | RUS Yury Nosulenko             | 23.24           | Q     |
| 3    | PHI Roger Tapia                | 23.74           |       |
| 4    | MAD Revelinot Raherinandrasana | 26.41           |       |
| 5 !  | CIV Kouame Jean-Luc Noumbo     | DNF             |       |
| 6 !  | BRA Antônio Souza              | DNS             |       |
| 7 !  | NGR Bashiru Yunusa             | DNS             |       |
|      |                                | Vento: +0.5 m/s |       |

#### Eliminatória 3
| Pos. | Atleta                       | Tempo        | Notas |
| ---- | ---------------------------- | ------------ | ----- |
| 1    | CUB Raciel González Isidoria | 22.09        | Q     |
| 2    | BRA Yohansson Nascimento     | 22.27        | Q     |
| 3    | CHN Yao Jianjun              | 22.68        | q     |
| 4    | NGR Saidi Adedeji            | 22.87        | q     |
| 5    | JPN Tomoki Tagawa            | 23.04        |       |
| 6    | USA Tobi Fawehinmi           | 23.29        |       |
| 7    | SRI Pradeep Pathirannehelag  | 23.40        |       |
| 8    | SLE Mohamed Kamara           | 24.46        |       |
|      |                              | Vento: 0 m/s |       |

### Final
| Pos. | Atleta                       | Tempo           | Notas                |
| ---- | ---------------------------- | --------------- | -------------------- |
| 1 !  | BRA Yohansson Nascimento     | 22.05           | Recorde mundial      |
| 2 !  | CUB Raciel González Isidoria | 22.15           |                      |
| 3 !  | AUS Simon Patmore            | 22.36           |                      |
| 4    | CYP Antonis Aresti           | 22.40           | Recorde europeu      |
| 5    | CHN Yao Jianjun              | 22.81           | Recorde da temporada |
| 6    | RUS Yury Nosulenko           | 22.88           |                      |
| 7    | NGR Saidi Adedeji            | 23.02           | Recorde da temporada |
| 8 !  | CHN Zhao Xu                  | DQ              |                      |
|      |                              | Vento: +0.1 m/s |                      |

## T52

### Eliminatórias

#### Eliminatória 1
| Pos. | Atleta                             | Tempo           | Notas                |
| ---- | ---------------------------------- | --------------- | -------------------- |
| 1    | USA Raymond Martin                 | 30.98           | Q                    |
| 2    | USA Paul Nitz                      | 32.65           | Q                    |
| 3    | MEX Leonardo De Jesus Pérez Juarez | 32.78           | Q                    |
| 4    | JPN Toshihiro Takada               | 33.96           | Recorde da temporada |
| 5    | AUT Thomas Geierspichler           | 34.02           |                      |
| 6    | AUS Sam McIntosh                   | 34.09           | Recorde da temporada |
|      |                                    | Vento: -1.4 m/s |                      |

#### Eliminatória 2
| Pos. | Atleta                           | Tempo           | Notas                |
| ---- | -------------------------------- | --------------- | -------------------- |
| 1    | JPN Tomoya Ito                   | 31.49           | Q                    |
| 2    | SUI Beat Boesch                  | 31.93           | Q                    |
| 3    | MEX Salvador Hernández Mondragón | 32.69           | Q                    |
| 4    | THA Peth Rungsri                 | 32.96           | q                    |
| 5    | USA Josh Roberts                 | 33.54           | q                    |
| 6    | JPN Hirokazu Ueyonabaru          | 33.59           | Recorde da temporada |
|      |                                  | Vento: +0.2 m/s |                      |

### Final
| Pos. | Atleta                             | Tempo        | Notas               |
| ---- | ---------------------------------- | ------------ | ------------------- |
| 1 !  | USA Raymond Martin                 | 30.25        | Recorde paralímpico |
| 2 !  | JPN Tomoya Ito                     | 31.60        |                     |
| 3 !  | MEX Salvador Hernández Mondragón   | 31.81        |                     |
| 4    | SUI Beat Boesch                    | 32.75        |                     |
| 5    | MEX Leonardo De Jesus Pérez Juarez | 33.16        |                     |
| 6    | USA Paul Nitz                      | 33.31        |                     |
| 7    | THA Peth Rungsri                   | 33.60        |                     |
| 8    | USA Josh Roberts                   | 34.44        |                     |
|      |                                    | Vento: 0 m/s |                     |

## T53

### Eliminatórias

#### Eliminatória 1
| Pos. | Atleta                | Tempo           | Notas           |
| ---- | --------------------- | --------------- | --------------- |
| 1    | CHN Li Huzhao         | 26.08           | Q               |
| 2    | CAN Brent Lakatos     | 26.20           | Q               |
| 3    | AUS Richard Colman    | 26.75           | q               |
| 4    | KOR Jung Dong-Ho      | 26.94           | Recorde pessoal |
| 5    | VEN Jesus Aguilar     | 27.69           |                 |
| 6    | USA Zach Abbott       | 27.71           |                 |
| 7    | JPN Hitoshi Matsunaga | 28.32           |                 |
|      |                       | Vento: -0.1 m/s |                 |

#### Eliminatória 2
| Pos. | Atleta                         | Tempo           | Notas                |
| ---- | ------------------------------ | --------------- | -------------------- |
| 1    | CHN Yu Shiran                  | 26.17           | Q                    |
| 2    | BRA Ariosvaldo Fernandes Silva | 26.61           | Q                    |
| 3    | USA Joshua George              | 26.76           |                      |
| 4    | USA Brian Siemann              | 26.78           |                      |
| 5    | KOR Yoo Byung-Hoon             | 27.32           | Recorde da temporada |
| 6    | FRA Pierre Fairbank            | 27.52           | Recorde pessoal      |
| 7    | THA Sopa Intasen               | 27.97           | Recorde da temporada |
| 8    | MEX Jaime Ramirez Valencia     | 28.78           | Recorde da temporada |
|      |                                | Vento: -0.1 m/s |                      |

#### Eliminatória 3
| Pos. | Atleta                  | Tempo           | Notas                |
| ---- | ----------------------- | --------------- | -------------------- |
| 1    | CHN Zhao Yufei          | 26.46           | Q                    |
| 2    | KUW Hamad Aladwani      | 26.67           | Q                    |
| 3    | GBR Mickey Bushell      | 26.73           | q                    |
| 4    | JPN Jun Hiromichi       | 27.84           |                      |
| 5    | CAN Eric Gauthier       | 28.26           |                      |
| 6    | UAE Mohamed Bani Hashem | 28.39           | Recorde da temporada |
| 7    | THA Pichet Krungget     | 29.11           | Recorde da temporada |
|      |                         | Vento: -0.1 m/s |                      |

### Final
| Pos. | Atleta                         | Tempo           | Notas               |
| ---- | ------------------------------ | --------------- | ------------------- |
| 1 !  | CHN Li Huzhao                  | 25.61           | Recorde paralímpico |
| 2 !  | CAN Brent Lakatos              | 25.85           | Recorde pessoal     |
| 3 !  | CHN Zhao Yufei                 | 26.00           | Recorde pessoal     |
| 4    | GBR Mickey Bushell             | 26.32           | Recorde europeu     |
| 5    | CHN Yu Shiran                  | 26.46           |                     |
| 6    | KUW Hamad Aladwani             | 26.50           | Recorde pessoal     |
| 7    | AUS Richard Colman             | 26.67           | Recorde da Oceania  |
| 8    | BRA Ariosvaldo Fernandes Silva | 26.83           |                     |
|      |                                | Vento: +0.2 m/s |                     |

Legenda
| Recorde mundial      | Recorde mundial (World record)               |                       | Recorde africano                      | Recorde africano (African) |                                           | Q | Classificado por posição (Qualified) |
| Recorde paralímpico  | Recorde paralímpico (Paralympic record)      | Recorde da América    | Recorde da América (Americas)         | q                          | Classificado por melhor tempo (Qualified) |   |                                      |
| Melhor marca do ano  | Melhor marca do ano (World leading)          | Recorde asiático      | Recorde asiático (Asian)              | DNS                        | Não largou (Did not start)                |   |                                      |
| Recorde nacional     | Recorde nacional (National record)           | Recorde europeu       | Recorde europeu (European)            | DNF                        | Não terminou (Did not finish)             |   |                                      |
| Recorde pessoal      | Recorde pessoal do atleta (Personal best)    | Recorde da Oceania    | Recorde da Oceania (Oceania)          | DSQ / DQ                   | Desclassificado (Disqualified)            |   |                                      |
| Recorde da temporada | Recorde da temporada do atleta (Season best) | Recorde sul-americano | Recorde sul-americano (South America) | NM                         | Sem marca (No mark)                       |   |                                      |